# スイス国鉄RCm2/4形気動車

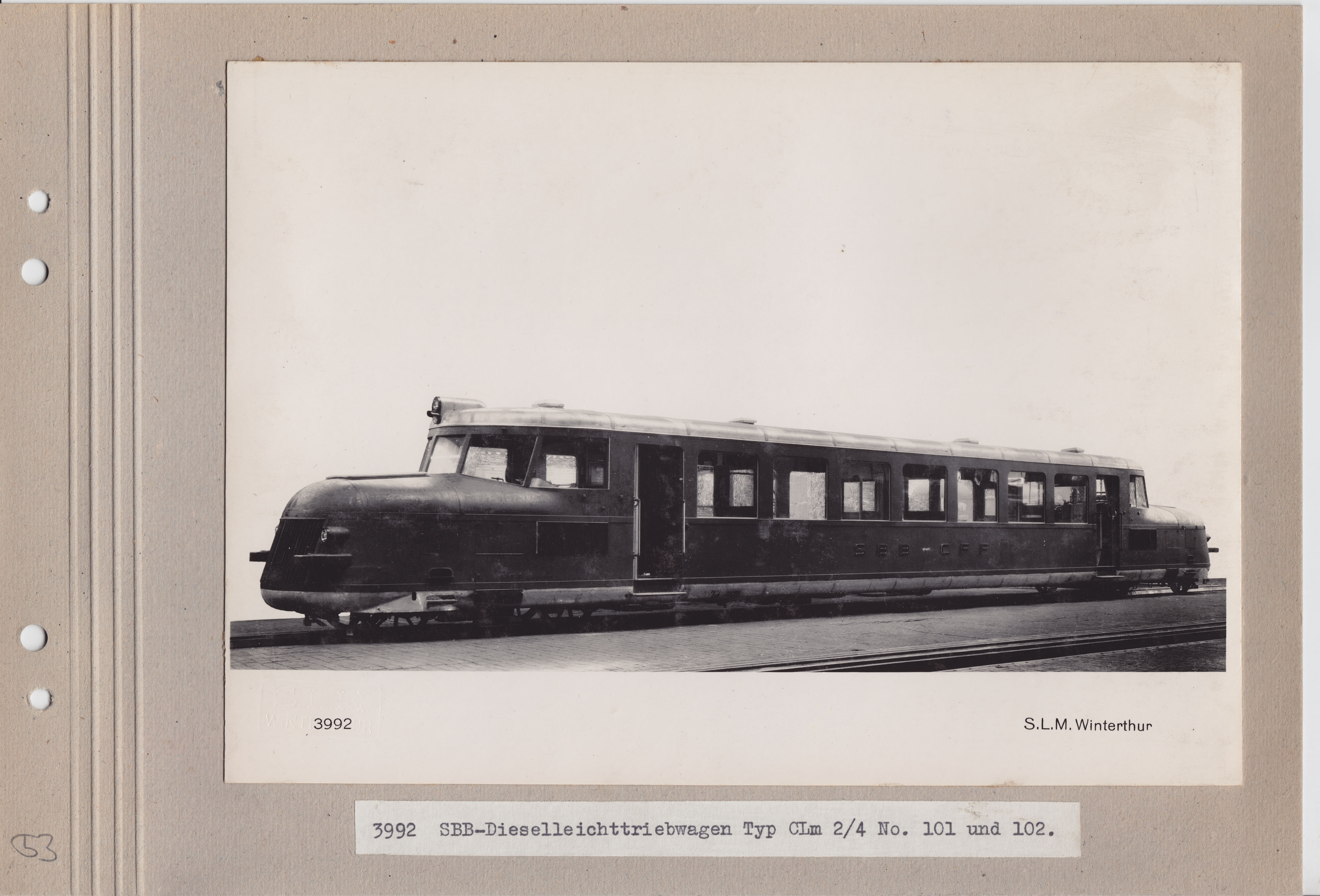
スイス国鉄のCLm2/4形（後のRCm2/4形）、1935年頃

RCm2/4形の形式図

スイス国鉄RCm2/4形気動車(スイスこくてつRCm2/4がたきどうしゃ)は、スイスのスイス連邦鉄道（SBB: Schweizerische Bundesbahnen、スイス国鉄）の本線系統で使用されていた軽量高速気動車である。なお、本機はCLm2/4形として2両が製造されたものであるが、その後称号改正によりRCm2/4形となり、さらに称号改正、客室等級の変更、電車への改造等を経て最終的にRBe2/4 1008-1009形となったものである。

## 概要
スイスでは1930年代に軽量構造の車体と台車を持ち、一部は台車装荷式の主電動機を装備する軽量高速電車が各私鉄で製造され始めており、スイス国鉄でも1933年に同様の軽量高速電車を導入することとして1935年以降1938年にかけてCLe2/4形の201-207号機の7両が製造されたが、同時に非電化のまま残っている幹線での運用を目的に同形態の車体と同一の性能を持つ気動車を導入することとなり、1936年にCLm2/4形の101、102号機として2両が製造されたのが本機である。本機は車体の両端の機械室に主機やラジエターなどの主要機器を搭載し、客室部分を低床式として車体高を低く抑えた低重心構造と両車端のボンネット、赤色の車体の外観が特徴的であり、「赤い矢」もしくは「ディーゼルの矢」の通称とともにスイス国鉄を代表する機種の一つとしてCLe2/4形や同機をベースとしたRAe4/8形、RABDe8/16形とともに主に幹線の旅客列車および団体、臨時列車用として使用され、電化の進展によって電車化改造されてRBe2/4 1008-1009形となっている。
なお、スイス国鉄では1925年以降、電気式で184-257kW級のディーゼルエンジンを搭載したCFm2/4 9901形やFm2/4 18601形といった気動車が使用されていたが、本機は機械式で製造され、2'Bo'の車軸配置と、直列6気筒のディーゼルエンジン、運転台からの電気指令による遠隔制御の機械式5段変速の変速機によるCLe2/4形電車と同一の最大24.5kNの牽引力と125km/hの最高速度を特徴としており、車体、台車、変速機、機械部分の製造をSLMが、主機の製造をSulzerが担当している。
各機体の履歴は下表の通り
| CLm2/4形(製造時) 機番/製造所/SLM製番/製造年月日 | 形式変更(1937年) →Rm2/4形 | 形式変更(1947/48年) →RCm2/4形 | 電車化(1951/53年) →RCe2/4・RBe2/4形 | 称号改正(1956年) →RBe2/4形 | 機番変更 (1959年) | 廃車年月日     |
| ----------------------------------------------- | ------------------------- | ----------------------------- | ----------------------------------- | -------------------------- | ----------------- | -------------- |
| CLm2/4 101/SLM/3583/1936年1月1日                | Rm2/4 101                 | RCm2/4 611                    | RCe2/4 611                          | RBe2/4 611                 | RBe2/4 1008       | 1964年10月31日 |
| CLm2/4 102/SLM/3584/1936年1月20日               | Rm2/4 102                 | RCm2/4 612                    | RBe2/4 612                          | RBe2/4 612                 | RBe2/4 1009       | 1964年10月31日 |

## 仕様

スイス国鉄のRCm2/4形、1945年

### 車体
- 車体はCLe2/4形の202-207号機に準じた両車端に内部に走行用機器類を設置したボンネットを配した両運転台の流線型デザインの軽量車体で、形鋼を組んだ台枠および車体骨組は軽量穴が設けられたり側面下部に筋交いが入るなどの軽量構造となっており、外板は1.5mm厚の鋼板のほか、屋根や乗降扉、側面窓枠などにアルミニウム板を使用し、外板の一部が荷重を負担するセミモノコック構造となっている。
- 正面は丸みを帯びたボンネット式で、主機の配置された前位側は長さ2760mm、補機類の配置された後位側は長さ2060mmとなっており、運転台部は6枚の平面ガラスからなる正面窓で構成され、前照灯はボンネット中央部左右に小形の丸形前照灯が、屋根正面中央部の小形の丸形前照灯と標識灯が縦列に配置されている。ボンネットは機器点検用に上半部が取外式となっているほか、側面から前面にかけて機器点検口と冷却気採入用のルーバーが、上面にも観音開きの点検蓋が設けられており、単行での運転を原則としていたため連結器は設置されていないが、ねじ式連結器用の簡易緩衝器（バッファ）が左右に設置されている。
- 側面は両端の2枚片引戸式の幅675mmの乗降扉間に幅1200mm、高さ965mmの上部のみR付の下落し式窓が7箇所設置され、このうち最後位左側の一箇所は白色ガラスのトイレ窓となっている。また、窓下には補強用の型帯が入るほか、台枠下には車体全周にわたってスカートが付き、床下および台車を覆っている。客室は前位側から運転室とデッキ、3等[8]喫煙室、3等禁煙室、補助席とトイレ付のデッキおよび運転室の順に配置されており、座席は2+2列の4人掛けで、幅1062mm、奥行505mmの肘掛付きでヘッドレストのないシートピッチ1505mmの固定式クロスシートとなっており、喫煙、禁煙室ともに3ボックスずつが設置されているほか、後位側デッキに補助席1ボックスが、運転室の半運転席側に前向の3人掛け座席が設置されている。室内の天井は白、側壁面はベージュであった。
- 屋根は通常の一重屋根で、二重屋根として内屋根と外屋根の間ブレーキ用の主抵抗器を設置したCLe2/4形と比較して屋根が薄くなっている。
- 台枠は鋼材を組んで構成されており、車体中央部は床面高720mmの低床式となっており、その両端の運転室およびボンネット部は一段高くなって床面高さが1185mmとなっており、台車がその下部に装備される。低床部に設置されている乗降扉の下部には固定のステップが1段設置されるほか、台枠下部にはホームの無いところからの乗降用に引込式のステップが設けられている。主要な機器類はほとんどがボンネット内に設置されており、前位側には主機とラジエター、変速機、充電発電機などが、後位側にはラジエター、空気圧縮機と空気タンク、蓄電池などが設置されている。
- 運転室は乗降デッキとつながる開放式で奥行は3000mm弱であるが、その前部約1000mm程度はボンネット内から続く機器室となっている。正面を構成する6枚の窓のうち運転室両側の2枚はスライド式の引違式となっており、運転台は主機と変速機、逆転機をそれぞれレバーによって操作を行うもので、当初より運転士が座って運転する形態[9]となっており、機器盤も後方へ傾けて設置されている。また、従来のスイス国鉄機は右側運転台であったが、本機は左側運転台であり、その後の軽量高速機やAe4/6形以降の電気機関車も左側運転台となっている。
- 車体塗装は赤色で、側面の下部中央に「SBB - CFF」の、乗降扉脇に客室等級を表す「3」のクロムメッキの切抜文字が設置され、側面左側の乗降扉脇に形式名と機番がレタリングされている。また、車体下部のスカートはダークグレー、側面の手すりは黄色、乗降扉および屋根、屋根上機器はライトグレーもしくは銀、床下機器と台車はダークグレーである。なお、車体の赤の色調は時代により異なり、スカートも赤の時代もあった。

### 走行機器
- 本機は主機としてSulzer製の直列6気筒4サイクルでボアとストロークは190×230mmの6LF19ディーゼルエンジンを1基搭載し、SLM製の機械式変速機によって前位側台車の2軸を駆動するもので、クラッチ、逆転機とも運転台からの電気指令による遠隔制御としている。
- 主機は前位側ボンネット内先端部に設置されて後位側に配置された出力軸から継手を介して動台車の中央部から後位側にかけて設置された逆転機内蔵の変速機へ駆動力を伝達し、そこから推進軸で前後の動軸の終減速機へ伝達される。変速機は入力軸に取付けられた5枚の歯車が逆転機入力軸に取付けられた5枚のそれぞれがクラッチを内蔵した歯車と噛み合っており、運転台からの電気指令で動作す1-5の各段とニュートラル用の計6個の電磁弁の動作によって空気圧によって変速装置を制御して運転台で選択された歯車内の油圧式クラッチを動作させる。また、逆転機は同じく運転台からの電気指令によって同じく前進、後進いずれかの電磁弁を動作させて空気圧動作の逆転機を動作させるものとなっている。
- 主機の定格出力213kW/1200rpmで、520-1280rpの範囲で使用され、1-5段の各段で主機が定格回転数の場合、機体の走行速度はそれぞれ28、49、70、96、125km/hとなる。
- 主機の冷却は水冷式でラジエターは前後それぞれの車端部に設置され、冷却水容量は470lとなっているほか、床下には温水暖房兼用の機関予熱器が配置されている。また、主機の起動は2基のセルモーターで行われるほか、燃料油容量は400lとなっている。
- 台車は動台車が軸距1620+1580mm、従台車が2500mm、車輪径は900mmの鋼材組み立て式で枕バネは重ね板バネ、軸バネはコイルバネとしている。
- このほかブレーキ装置として空気ブレーキと手ブレーキを装備するほか、補機類として前位側ボンネット内に充電発電機、後位側ボンネット内に容量480Ahのセルモーター用蓄電池と90Ahの照明等用のニッケル蓄電池、ロータリー式の空気圧縮機などを搭載している。

### 主要諸元
- 軌間：1435mm
- 動力方式：ディーゼルエンジン＋機械式変速機
- 最大寸法：全長22310mm、車体幅2903mm、屋根高3200mm、全高3355mm
- 軸配置：2'Bo'
- 軸距：1620+1580mm（動台車）、2500mm（従台車）
- 台車中心間距離：16630mm
- 車輪径：900mm（動輪、従輪とも）
- 自重：34.2t（運転整備重量）
- 定員：65名（2等）、35名（立席）
- 走行装置
  - 主機：Sulzer製直列6気筒4サイクルディーゼルエンジン×1基（定格出力：213kW、ボア×ストローク：190×230mm）
  - 変速機：機械式5段変速、逆転機内蔵、油圧および空気圧制御式変速機
- 牽引力：24.5kN（最大）
- 最高速度：125km/h
- ブレーキ装置：空気ブレーキ、手ブレーキ

## RBe2/4 1008-1009形

RCm2/4形を気動車から電車に改造したRBe2/4 611号機

### 概要
- 称号改正によってRCm2/4 611、612号機となっていた本機は電化の進展に伴い電車化されることとなり、611号機が1950年4月11日から1951年2月17日にかけて、612号機は1952年4月9日から1953年5月11日にかけてそれぞれチューリッヒ工場で気動車から電車に改造されてRCe2/4 611号機およびRBe2/4 612号機となっている。その後、1956年の称号改正[10]によってRBe2/4形に再度変更となっている。また、1959年には機番が1008、1009号機に変更され、RBe2/4 1008-1009形となっている。また、場合によってはRBe2/4 1001-1007形に編入されたものと取り扱われ、RBe2/4 1001-1009形と呼ばれることもある。
- 後位側屋根上にパンタ台と菱型の集電装置、高圧ヒューズを設置し、前位側ボンネット内の主機を撤去してRe4/4I形401-426号機の主電動機と同一の交流整流子電動機1台に交換して8度傾けて設置、変速機は4段と5段を手動で切換えるよう改造してその他の機能は撤去、その他終減速機などの動力伝達機構は気動車時代のままとしている。また、後位側のボンネット内にTe III形入換用電気機関車の主変圧器と同一の154Vから364Vまでの7つの出力を持つ主変圧器とタップ切換装置を搭載して主電動機出力を72Vから364Vまで14段で制御をする。
- 主変圧器の冷却油はボンネット側面から採入れた冷却気により冷却されるが、冷却油の循環は油ポンプを使用しない自然対流式である。また、事故電流の遮断は他の軽量高速機と同様屋根上の高圧ヒューズによるものとして主開閉器[11]を省略している。
- 主電動機はRe4/4I形の初期型である401-426号機[12]に使用されたものと同一であり、同機では1時間定格出力471kWで使用されていたが、本機では冷却能力不足により1時間定格出力を260kWに制限して使用されている。この低出力に対応するため、本機は気動車時代の変速機を機能を簡略化して残しているのが特徴であり、使用線区によってボンネット内の変速機のレバーを操作することによって手動で歯車比を変更することができ、勾配区間では気動車時代の4段のギアを使用して最高速度75km/h、最大牽引力31.4kNの性能で27パーミルで30tを牽引力でき、最大30パーミルの区間で使用することができる。対して平坦線区では5段のギアを使用して最高速度110km/h、最大牽引力21.2kNの性能で、主に13パーミルまでの区間で使用される。
- ブレーキ装置は空気ブレーキと手ブレーキ装置をに加え、電気ブレーキとして主抵抗器による13段の発電ブレーキを装備する。ブレーキ用抵抗器は二重屋根内に設置しているRBe2/4 1001-1007形とは異なり、前位側の屋根上に一体で設置されている。
- 車体はボンネット端部のラジエターとルーバーを撤去して端部を強化し、連結用のバッファとリンクを設置して全長が900mm長くなった。側面は従来同様側面窓下に型帯の入るものながら側面窓が四隅ともR付のものとなっているが、RBe2/4 1001-1007形とは異なり天地寸法は変更されず965mmのままとなっている。また、室内についてもRBe2/4 1001-1007形のように大きくは改造されず座席配置等も従来のままとなっているほか、車体塗装も変更はされなかった。
- 運転台は電車化によって変更となっており、レバー操作によるものからスイスやドイツで一般的な円形のハンドル式のマスターコントローラーにより操作を行う方式に変更となっている。

### 主要諸元
- 軌間：1435mm
- 電気方式：AC15kV 16.7Hz 架空線式
- 最大寸法：全長23380mm、車体幅2903mm、屋根高3200mm
- 軸配置：2'Bo'
- 軸距：1630+1570mm（動台車）、2500mm（従台車）
- 台車中心間距離：16730mm
- 車輪径：900mm（動輪、従輪とも）
- 自重：40t
- 座席定員：70名（2等、喫煙、禁煙各24名、補助席7名、デッキおよび運転室15名）、30名（立席）
- 走行装置
  - 主制御装置：低圧タップ切換制御、力行14段、発電ブレーキ13段
  - 主電動機：交流直巻整流子電動機×1台
  - 減速比：3.38（低速段）、2.28（高速段）、機械式手動2段変速
- 出力・牽引力
  - 定格速度：60/89km/h（連続定格、低速段/高速段）、49/73km/h（1時間定格、低速段/高速段）
  - 動輪周上出力：204kW（連続定格）、260kW（1時間定格）
  - 牽引力：17.6/11.9kN（1時間定格、低速段/高速段）、31.4/21.2kN（最大、低速段/高速段）
- 最高速度：75/110km/h（低速段/高速段）
- ブレーキ装置：空気ブレーキ、発電ブレーキ、手ブレーキ

## 運行・廃車
- 本機は1935年以降の製造後試運転を経て順次運用に入り、ローザンヌに配置されて、ローザンヌとリーズおよびゾロトゥルン間で定期列車に使用され、1両が使用されて1日当たりの534km走行する運用につき、もう1両が予備となっていた。
- その後3年程度は運行についていたが1940年代になると燃料の不足と価格高騰の影響により使用されなくなっている。
- 1945年秋以降少しずつ運用に入るようになり、パイェルヌとフリブール間の約132kmの区間で使用され、1947年5月の同区間の電化後はニヨンとフランスのディヴォンヌ間で使用された。
- 電車化改造後には611号機はオルテンおよびヴィンタートゥールに配置され、その後1954年から1956年の間はルツェルンに、1957年からはベッリンツォーナに配置され、612号機はベッリンツォーナに配置されて運用されている。
- 1964年にローザンヌで開催された博覧会では観覧客輸送用列車としてRe4/8形とともに特別ダイヤで運用された後、博覧会終了後同年中に廃車となっている。各機体の廃車までの走行距離は以下の通り。
  - 1008 - 418,850km
  - 1009 - 733,700km